# Президеншел-Рейндж
Президеншел-Рейндж (англ. Presidential Range — «Президентский хребет») — горный хребет, находящийся в горах Уайт-Маунтинс, преимущественно в округе Коос штата Нью-Гэмпшир, США. Наиболее заметные вершины названы в честь выдающихся американцев: или известных деятелей XVIII—XIX веков, или президентов США.

## Вершины
Вершины в порядке расположения с юго-запада на северо-восток:
- гора Уэбстер (англ. Mt. Webster) — в честь Даниэля Уэбстера
- гора Джэксон (англ. Mt. Jackson)*[2] — в честь Чарльза Томаса Джексона
- гора Пирс[3] (англ. Mt. Pierce)* — в честь Франклина Пирса
- гора Эйзенхауэр (англ. Mt. Eisenhower)* — в честь Дуайта Дэвида Эйзенхауэра
- гора Франклин (англ. Mt. Franklin) — в честь Бенджамина Франклина
- гора Монро (англ. Mt. Monroe)* — в честь Джеймса Монро
- гора Вашингтон (англ. Mt. Washington)* — в честь Джорджа Вашингтона[4]
- гора Клей (англ. Mt. Clay) — в честь Генри Клея[5].
- гора Джефферсон (англ. Mt. Jefferson)* — в честь Томаса Джефферсона
- гора Сэм-Адамс (англ. Mt. Sam Adams) — в честь Сэмюэля Адамса
- гора Адамс (англ. Mt. Adams)* — в честь Джона Адамса
- гора Куинси-Адамс (англ. Mt. Quincy Adams) — в честь Джона Куинси Адамса
- гора Мэдисон (англ. Mt. Madison)* — в честь Джеймса Мэдисона

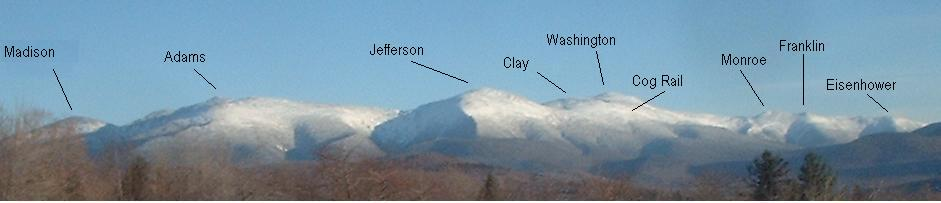